# 大叶秋海棠
大叶秋海棠（学名：Begonia megalophyllaria）是秋海棠科秋海棠属的植物，为中国的特有植物。分布在中国大陆的云南等地，生长于海拔800米至1,000米的地区，常生长在密林中峻坡阴湿处及山沟次生林下阴湿处，目前已由人工引种栽培。